# Гърлото на Ада
Гърлото на Ада (на английски: Hellmouth (Buffyverse)) е измислено мистично място, където се пресичат Земята и Ада, създадено от Джос Уидън за сериала Бъфи, убийцата на вампири. От това място произлизат най-много демони и вампири, измъкващи се от Долната земя. В края на сериала Гърлото на Ада бива унищожено. Град Сънидейл е построен върху него и си отива заедно с него.